# F.P.1 antwortet nicht
Der Science-Fiction-Film F.P.1 antwortet nicht entstand 1932 für die UFA unter der Regie von Karl Hartl. Der in Schwarzweiß gedrehte Spielfilm basiert auf dem 1931 erschienenen gleichnamigen Roman von Kurt Siodmak. Es wurden drei Versionen in verschiedenen Sprachen gedreht. In der deutschsprachigen Verfilmung spielen Hans Albers, Sybille Schmitz und Paul Hartmann die Hauptrollen.
Die Erstaufführung in Deutschland fand am 22. Dezember 1932 im Ufa-Palast am Zoo in Berlin statt.

## Handlung
Kapitänleutnant Droste möchte eine Flugplattform mitten im Ozean errichten, um den Piloten der Interkontinentalflüge eine Zwischenlandemöglichkeit zum Auftanken und für Reparaturen an ihren Flugzeugen zu bieten. Mit Hilfe des Piloten Ellissen gelingt es ihm, die Leitung der Lennartz-Werke für sein Projekt zu gewinnen. Ellissen, der mit Claire Lennartz, einer Schwester der Eigentümer, angebandelt hat, scheut vor einer Heirat zurück und sucht ein neues Abenteuer. Währenddessen wird die Plattform unter der Leitung Drostes gebaut.
Nach zwei Jahren ist die Flugplattform fertiggestellt und betriebsbereit. Während eines Unwetters reißt die Funkverbindung zur Flugplattform ab. Das Letzte, was zu hören war, waren Schüsse und Schreie. Das Unwetter hält an, und es braucht den besten Piloten, um F.P.1 (kurz für „Flugplattform 1“) anzufliegen. Ellissen, dem inzwischen klargeworden ist, dass Claire ihm doch viel mehr bedeutet, ist deprimiert, da Claire sich inzwischen von ihm entfernt hat. Trotzdem lässt er sich von ihr überreden, mit ihr zur Plattform zu fliegen. Als sie auf der künstlichen Insel gelandet sind, gerät ihre noch rollende Maschine unter Gewehrfeuer und rammt ein Geländer.
Die Besatzung von F.P.1 ist einem Saboteur zum Opfer gefallen, der sie mit Gas betäubt hat. Bevor Chefingenieur Damsky mit einem Boot geflüchtet ist, hat er die Ventile geöffnet, so dass F.P.1 zu sinken droht. Claire findet den schwerverletzten Droste und kümmert sich um ihn. Ellissen muss erkennen, dass er Claire endgültig verloren hat. Nach kurzer Zeit rafft er sich jedoch auf und startet mit einem Flugzeug, um Hilfe zu holen. Als er schließlich ein Schiff sichtet, springt er aus seinem Flugzeug, wird von der Schiffsbesatzung an Bord geholt und kann über Funk Hilfe herbeirufen. Eine Flotte von Schiffen und Flugzeugen macht sich auf den Weg, um F.P.1 zu retten.

## Produktion

### Sprachversionen und Dreharbeiten
Der Film wurde gleichzeitig in drei Versionen gedreht: deutsch, französisch und englisch. Die drei Darsteller Albers, Boyer und Veidt verliehen der Figur des Ellissen jeweils einen anderen Charakter, entsprechend der unterschiedlichen Mentalität der Schauspieler. Albers gab den handfesten, zupackenden Draufgänger, der bei allem Gepolter jedoch bescheiden bleibt. Während Boyers Ellissen fast gänzlich ohne Draufgängertum auskommt, spielt Veidt den Gentleman-Sportflieger, der sich in Zurückhaltung übt. Die französische und englische Fassung sind jeweils 25 Minuten kürzer als die deutsche.
Die Dreharbeiten fanden vom 15. August 1932 bis zum 15. Dezember 1932 statt in Hamburg auf der Howaldt-Werft, auf der Greifswalder Oie, in Cuxhaven, in Warnemünde sowie in den Filmateliers der UFA in Neubabelsberg – dem heutigen Studio Babelsberg.

### Filmmusik
In diesem Film wird von einem Matrosenchor zum ersten Mal das berühmte Fliegerlied Flieger, grüß mir die Sonne gesungen; die Aufnahme mit Hans Albers erschien als Schallplatte. Das Lied, aufgenommen am 7. Juli 1932, wurde komponiert von Allan Gray und getextet von Walter Reisch.

### Veröffentlichung
Die französische Version von F.P.1 hatte am  24. Februar 1933 im Marivaux in Paris Premiere, die englische am 3. April 1933. Im deutschen Fernsehen wurde der Film erstmals am 17. April 1964 vom DFF ausgestrahlt, beim ZDF war er am 15. August 1970 im Programm.
1933 wurde der Film zudem in Schweden, Dänemark und Finnland veröffentlicht. Zu sehen war er im Vereinigten Königreich auch unter dem Titel F.P.1 Fails to Reply und in den USA, dort unter dem Titel F.P.1 Doesn’t Answer.
Am 2. April 2009 erschien der Film auf DVD.

## Kritik
„Pioniere des technischen Fortschritts, die Erfindung eines schwimmenden Flugplatzes, Saboteure und eine Frau, deren Entscheidung von den Rivalen fair anerkannt wird, sind die Figuren und Motive im Spiel um einen Superflugzeugträger, der schließlich vor der Zerstörung bewahrt werden kann. Prominent besetzte und zügig inszenierte Unterhaltung aus den Kindertagen des UFA-Tonfilms.“

Anlässlich der westdeutschen Fernsehpremiere 1970 – also 38 Jahre nach der Uraufführung – urteilte der Evangelische Film-Beobachter: „Gutgemachter Abenteuerfilm der alten Ufa […], der auch heute noch sein Publikum findet. […] [D]ank seiner technischen Aufbereitung und seines (damals) in die Zukunft weisenden Inhalts auch heute noch sehenswert.“
Verschiedene Autoren weisen darauf hin, dass F.P.1 antwortet nicht gemeinsam mit dem kurz zuvor erschienenen Film Die Frau im Mond auf der einen Seite symbolisch für die Wiedererlangung einer technologischen Führungsrolle Deutschlands, andererseits für eine die Nationengrenzen überwindende Aufbruchsstimmung dank moderner Technik steht. Beide Aspekte sieht man auch in den Sprachversionen des Films verwirklicht.

## Sonstiges
Unter anderem ist auch das Flugboot Do X im Film vertreten. Dies ist von historischer Bedeutung, da sonst vom  Do X nur sehr wenig Filmmaterial existiert.
Nur gut ein Jahr nach der Erstaufführung nahm die Lufthansa am 5. Februar 1934 mit einem vergleichbaren Konzept den Luftpostdienst nach Südamerika auf, allerdings ohne Passagiere. Für einen Zwischenstopp auf dem Atlantik wurde ein Flugzeugmutterschiff (Katapultschiff Westfalen) eingesetzt. Darüber drehte die UFA den Dokumentarfilm F. P. 1 wird Wirklichkeit.